# Penetrometer

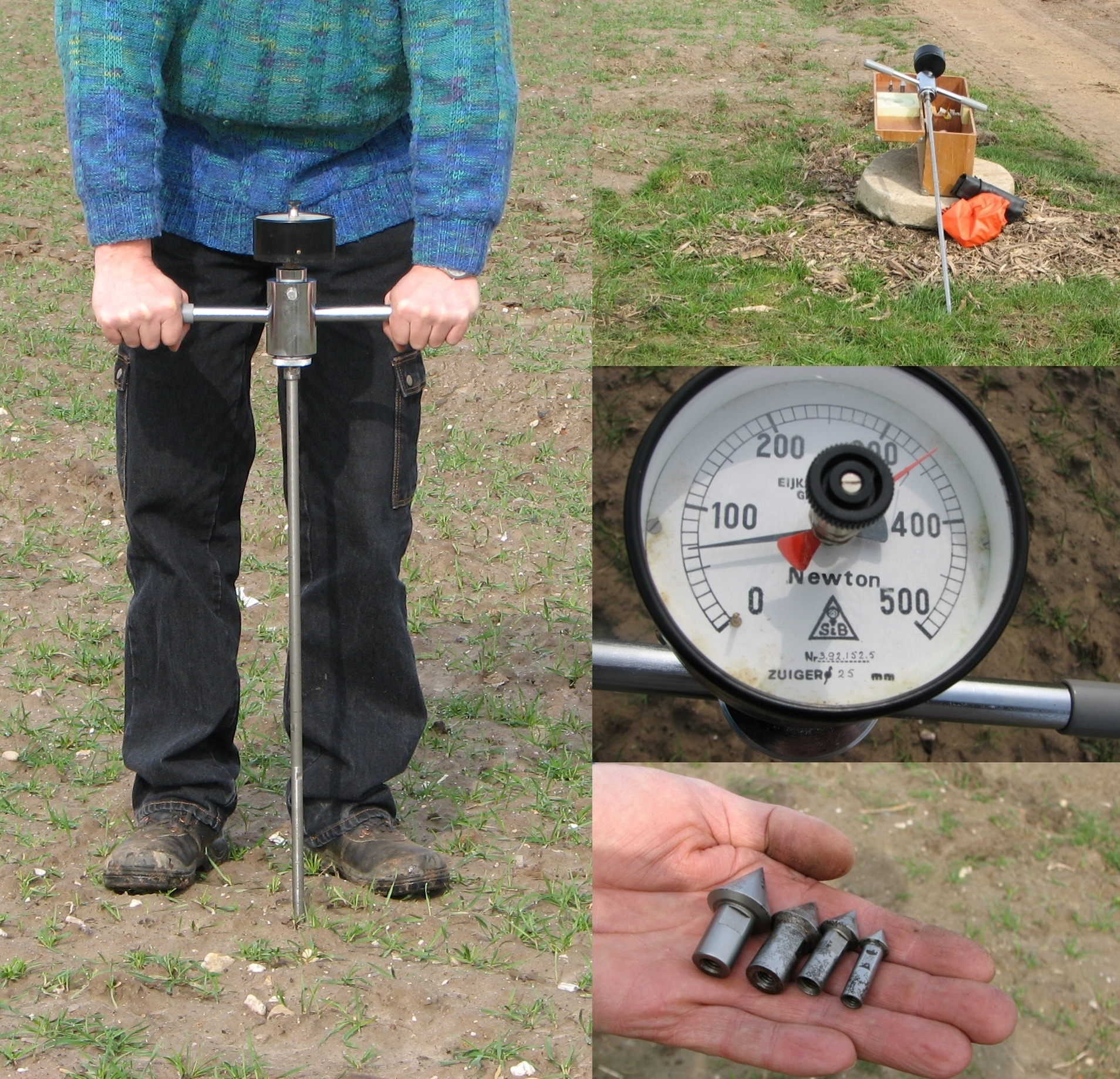
Penetrometer

Ein Penetrometer wird in der Landwirtschaft, im Garten- und Landschaftsbau, in der Sport- und Golfplatzpflege, für bodenkundliche und Fundierungsgutachten (Tragkraftbestimmungen) sowie zur Bestimmung der Nadelpenetration von Bitumen und bitumenhaltigen Bindemitteln (DIN EN 1426:2007-06) eingesetzt und ist ein Messmittel zur Bestimmung des Eindringwiderstands eines Körpers in einen anderen. Der Begriff besteht aus dem lateinischen Wortstamm penetrare (= eindringen, durchdringen) und metiri (messen). Das Ergebnis wird in Kilogramm (kg), Newton (N), Pfund (Lb) oder US-Unzen (oz) gemessen. In Verbindung mit der Fläche der verwendeten Eindringspitze (Dorn) ergibt sich ein Wert für den Druck in N je cm², bei dem die geprüfte Fläche beziehungsweise Schicht nachgibt.
Es gibt analoge und digitale Penetrometer, Handgeräte sowie automatische Widerstandsmesser.
Obst-Penetrometer kommen in der Landwirtschaft zur Ermittlung der Festigkeit von Obst zum Einsatz. Festigkeit, Stärke und Zucker dienen der Bestimmung des Reife-Index.
Boden-Penetrometer werden auch zur Ermittlung des Eindringungswiderstandes und somit der Dichte eines Bodens (wiederum ein Maß zur Bestimmung der Tragkraft und der Durchwurzelbarkeit) verwendet. Die Anzeige erfolgt in psi (pound-force per square inch). Penetrometer werden des Weiteren verwendet im Zusammenhang mit Boden- und Baustoffprüfungen. Sie kommen auch als Rammsonden zum Einsatz. In der Bundesrepublik Deutschland regelt unter anderem die DIN 4094 die Anwendung von Rammsonden zur Baugrundsondierung (Drucksondierung u. a.).
In der Weltraumforschung kommen automatische Raumsonden (sogenannte Penetratoren) zum Einsatz, die Penetrometer besitzen oder selbst ein ferngesteuertes Penetrometer darstellen.
1973 besaß auch das sowjetische Mondmobil Lunochod 2 am Fahrzeugende ein Penetrometer, ausgeführt als ein automatisches, bohrerähnliches Gerät mit einem kegelförmigen Stanzwerkzeug als zentralem Teil. Am unteren Ende des Kegels waren in Kreuzform vier Schaufelblätter angeordnet. Ein Spezialmechanismus drückte das Penetrometer von Zeit zu Zeit in das Regolith der Mondoberfläche und drehte es anschließend langsam um seine Längsachse. Der beim Eindrücken und Drehen entstehende Widerstand wurde ständig gemessen und zur Erde gefunkt. Anhand dieser Messdaten konnte man die mechanischen Eigenschaften des Regoliths ziemlich genau bestimmen: Dichte, Festigkeit, Konsistenz, Tragfähigkeit usw. Das wiederum gibt Auskunft über die Entstehungsart des Bodens und seine geologische Entwicklung.
In der pharmazeutischen Technologie dient ein Penetrometer zur Charakterisierung der Konsistenz von halbfesten Stoffen und Zubereitungen (z. B. Cremes, Salben, oder Creme- bzw. Salbengrundlagen). Die Prüfung ist in Europäischen Arzneibuch beschrieben: das Penetrometer besteht aus einer Messeinrichtung und einem kegelförmigen Prüfkörper mit festgelegten Abmessungen. Letzterer wird mit der Spitze auf in die in einem Behältnis vorgelegte Probe unter definierten Bedingungen aufgebracht und mit der Messeinrichtung des Penetrometers die Eindringtiefe nach 5 Sekunden gemessen. Sie ist ein Maß für die Konsistenz, also „Weichheit“ des Produkts.